# Nelson Algren

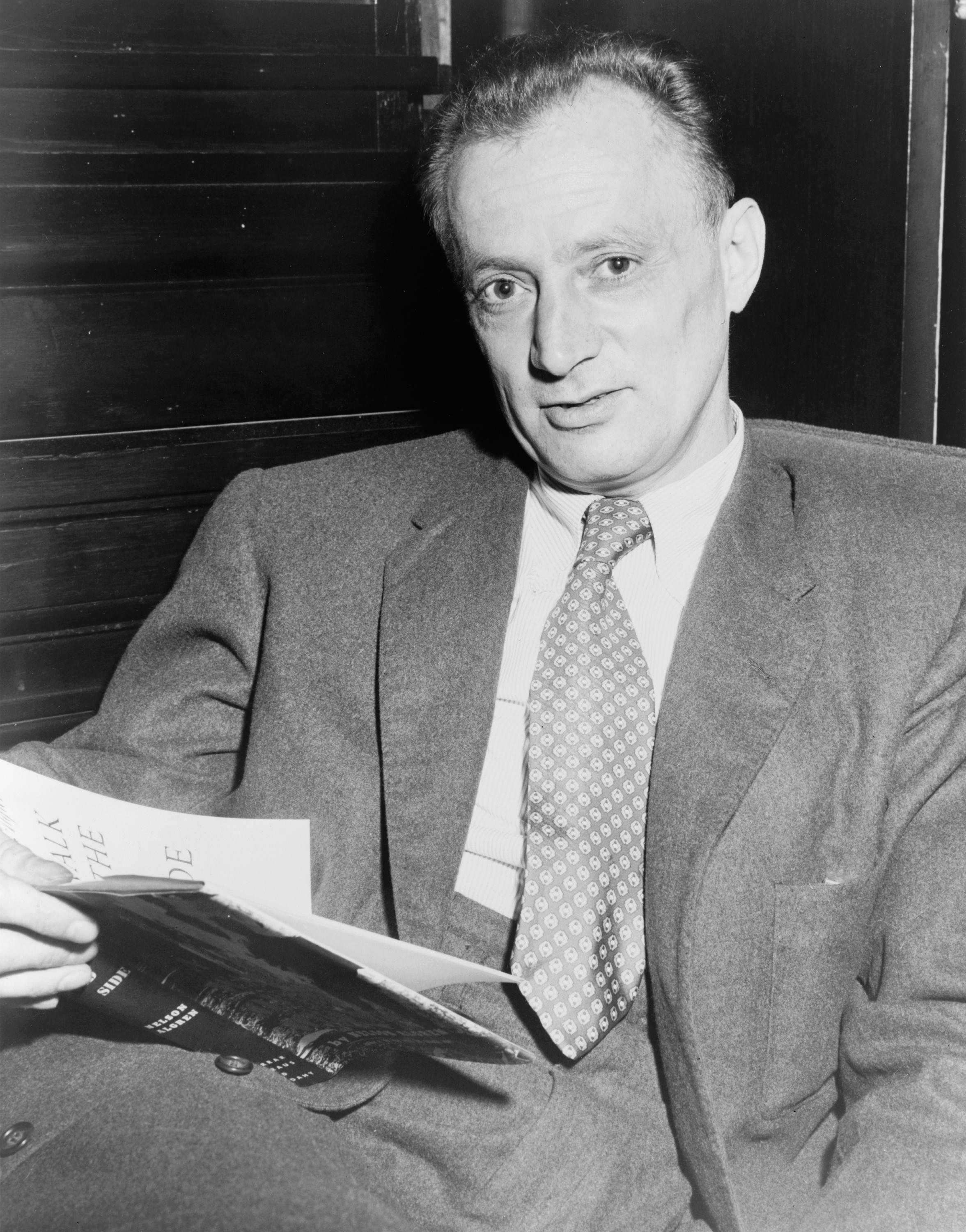
Nelson Algren

Nelson Algren (Detroit, 28 maart 1909 – Sag Harbor, New York, 9 mei 1981) was een Amerikaans schrijver.
Hij won als eerste de National Book Award voor zijn boek The Man with the Golden Arm. Dit werd in 1955 verfilmd door Otto Preminger met Frank Sinatra in de hoofdrol.
Algren had een affaire met de Franse auteur Simone de Beauvoir. 